# Parafia św. Doroty w Wolanowie
Parafia św. Doroty w Wolanowie – jedna z 10 parafii rzymskokatolickich dekanatu przysuskiego diecezji radomskiej.

## Historia
Miejscowość o nazwie Wola Kowalska notowana była w XV w., później Wola Orlikowska, Wola św. Doroty, Wola Nowa. Była ona własnością Pakoszów herbu Abdank. Miasto na prawie magdeburskim lokowane zostało w 1773 r. przez Stanisława Augusta Poniatowskiego na prośbę Ignacego Jankowskiego, pułkownika wielkiego koronnego. Pierwotny kościół drewniany pw. św. Doroty i św. Jana Ewangelisty istniał około 1470 i wtedy też erygowano parafię. Kolejny kościół, również drewniany, był z fundacji Anny Kwaśniewskiej, miecznikowej stężyckiej, a zbudowany w 1749. W drugiej połowie XIX w. był powiększony o część murowaną. W początkach XX w. został powiększony o zakrystię przez ks. Adama Wąsa. Był świątynią orientowaną. W 1996 został przekazany do Muzeum Wsi Radomskiej. Nowy kościół pw. św. Doroty, według projektu arch. Jacka Laskowskiego i arch. Jerzego Szczepanika-Dzikowskiego z Warszawy, zbudowany został w latach 1985–1987 staraniem ks. Bronisława Kowalskiego, a poświęcony w stanie surowym 20 grudnia 1987 przez bp. Mieczysława Jaworskiego, sufragana kieleckiego. Konsekracji dokonał 1 stycznia 1994 bp Edward Materski. Kościół jest budowlą z cegły i żelbetu. 

## Proboszczowie
- 1923–1925 – ks. Edward Ptaszyński
- 1925–1938 – ks. Adam Wąs
- 1938–1957 – ks. Stanisław Wrona
- 1957–1980 – ks. Jan Łyczek
- 1980–2007 – ks. kan. Bronisław Kowalski
- 2007–2022 – ks. kan. Tadeusz Kszczot
- od 2022 – ks. Mirosław Kszczot

## Zasięg parafii
Do parafii należą wierni z miejscowości: Chronówek, Chruślice (część), Garno, Franciszków, Kowala, Kowalanka, Strzałków, Wolanów, Zabłocie (część) i Wola Wacławowska (część).